# Jerzy Sokalski
Jerzy Leon Sokalski (ur. 30 maja 1950 w Poznaniu, zm. 12 lipca 2023) – polski lekarz stomatolog, profesor nauk medycznych, kierownik Katedry i Kliniki Chirurgii Stomatologicznej i Periodontologii Uniwersytetu Medycznego w Poznaniu

## Życiorys
W 1975 ukończył studia w Akademii Medycznej w Poznaniu. Następnie podjął pracę w macierzystej uczelni. Tam w 1988 r. obronił pracę doktorską pt. Zastosowanie dozębodołowych wszczepów alloplastycznych w leczeniu wybranych złamań żuchwy, której promotorem był dr hab. Jerzy Łazowski, w 2000 r. habilitował się na podstawie pracy zatytułowanej Zapotrzebowanie na leczenie stomatologiczne starszej populacji społeczeństwa polskiego do roku 2000. W 2019 uzyskał tytuł profesora nauk medycznych. Był profesorem w Katedrze i Klinice Chirurgii Stomatologicznej i Periodontologii na Wydziale Medycznym Uniwersytetu Medycznego im. Karola Marcinkowskiego w Poznaniu, której był też kierownikiem. W latach 2005–2013 był prodziekanem ds. stomatologii Wydziału Lekarskiego II UMP.